# Автопортрет (Дюрер, 1498)
«Автопортрет» — автопортрет німецького художника Альбрехта Дюрера, написаний 1498 року. Нині зберігається в Національному музеї Прадо, Мадрид. Є найменшим з трьох відомих автопортретів Дюрера, написаних олією.

## Історія створення
На полотні стоїть підпис художника: «Я написав це з себе / Мені було двадцять шість років / Альбрехт Дюрер (нім. Das malt ich nach meiner gestalt / Ich war sex und zwenzig Jor alt / Albrecht Dürer)». Оскільки художнику 21 травня 1498 року мало виповнитися 27 років, можна впевнено стверджувати, що Дюрер закінчив роботу над цим портретом на початку 1498 року. Дюрер — один з найбільш відомих представників доби Відродження в Німеччині. Він був сином ювеліра, що приїхав до Нюрнберга з Угорщини в середині XV ст. 1498 рік був важливим у житті художника, цього року він досяг значного успіху вже у першій своїй великій роботі — серії з 15 гравюр «Апокаліпсис». Також 1498 року він повернувся з мандрівки Італією, в стилі цього полотна помітний вплив венеційської і ломбардійської шкіл, зокрема Джованні Белліні. Полотно придбав Карл I, а пізніше король Іспанії Філіп IV.

## Художник і джентльмен
Дюрер зобразив себе дуже спокійним і впевненим. На полотні він стоїть трохи розвернутий у бік, спираючись рукою на виступ. Фігура художника займає все полотно, майже торкається головним убором верхнього краю картини. Його обличчя і шия освітлені світлом, що падає до кімнати, а довге хвилясте волосся зображене дуже ретельно. У порівнянні з більш раннім автопортретом, тут у художника справжня борода, яка була незвичним атрибутом для молодих чоловіків того часу. Одяг Дюрера дуже вишуканий. Його елегантний жакет оторочений чорним, під ним біла сорочка, вишита на комірі. На голові у нього смугастий головний убір, в тон жакета. На плече накинута світло-коричнева накидка, яка утримується шнуром обвитим навколо шиї. На руках — шкіряні рукавички тонкої вичинки.
В кімнаті зображені арка, яка частково обрамовує голову художника, а праворуч відчинене вікно з вишуканим ландшафтом. Зелені лани простягаються удалину до оточеного деревами озера, а позаду видніють вкриті снігом гори, які імовірно нагадували Дюреру мандрівку через Альпи трьома роками раніше. В Німеччині в цей час художник все ще вважався майстровим, що було зовсім неприйнятним для Дюрера. На автопортреті він зображений як аристократ, гордовитий і чепурний юнак.
|  | О, як я буду мерзнути на батьківщині після тутешнього сонця. Тут я пан, вдома — дармоїд. (Oh, wie wird mich nach der Sonne frieren. Hier bin ich ein Herr, daheim bin ich ein Schmarotzer.) — писав він у той час своєму другу. |

Його модне і дороге вбрання, як і гірський ланцюг вдалині за вікном, вказують на те, що він більше не вважає себе обмеженим провінціалом.

## Автопортрети Дюрера
Дюрер був першим західним художником, який протягом життя написав декілька автопортретів. Завдяки їм можна прослідкувати еволюцію живописця. Свій перший автопортрет Дюрер написав у 1484 році у віці 13 років, ця гравюра на сріблі зберігається у віденській галереї Альбертіна.

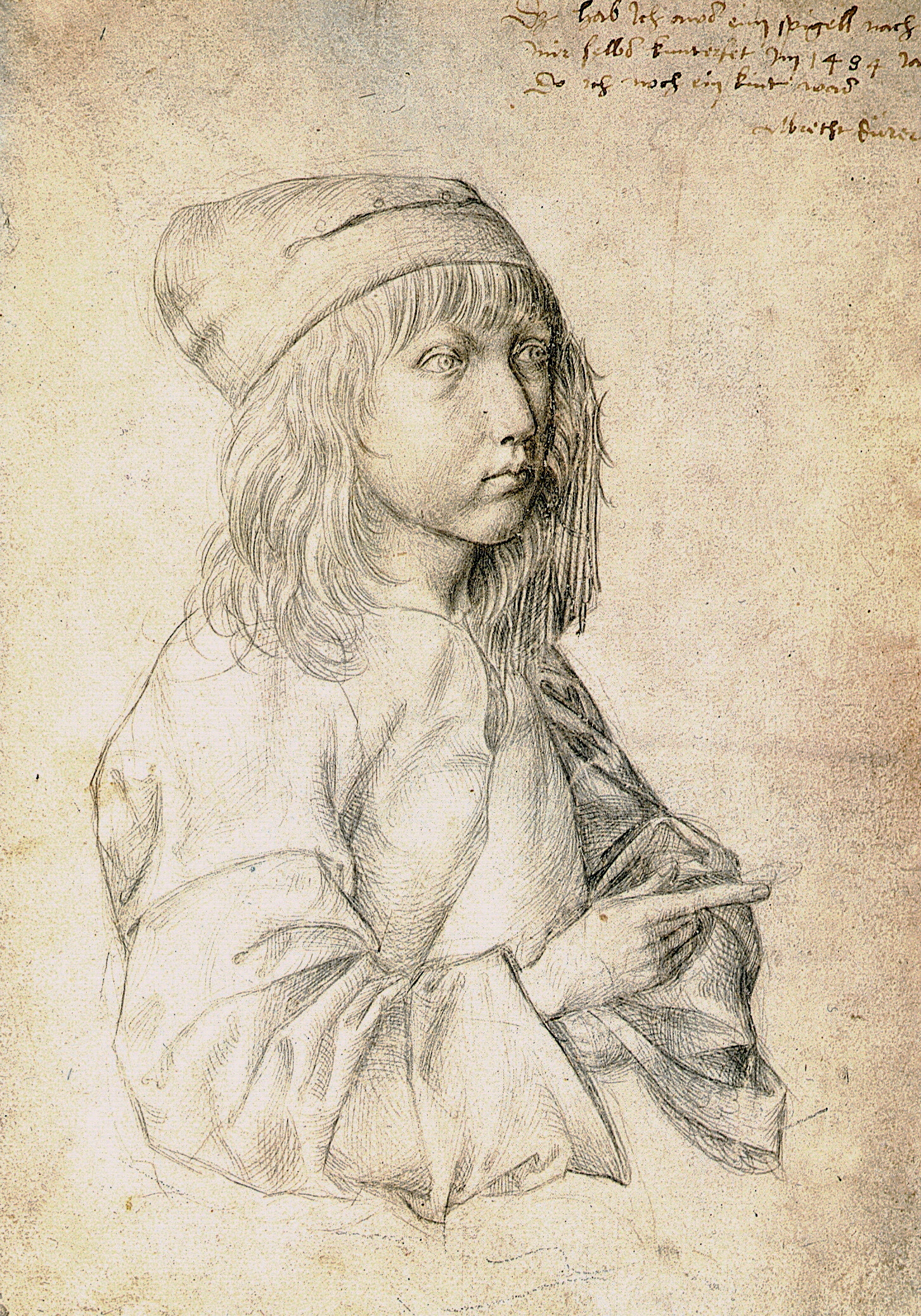
Автопортрет, 1484
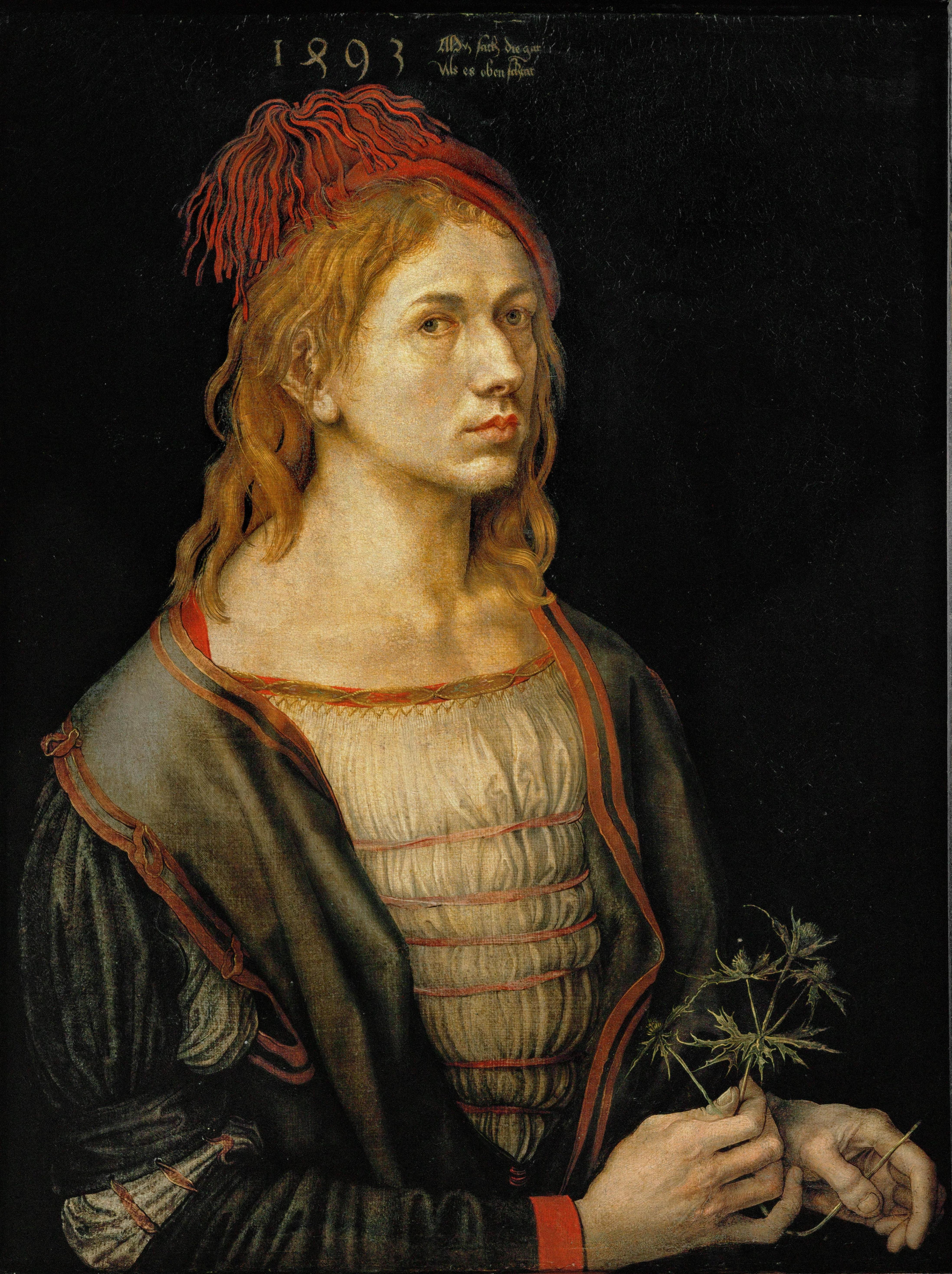
Автопортрет, Лувр, 1493
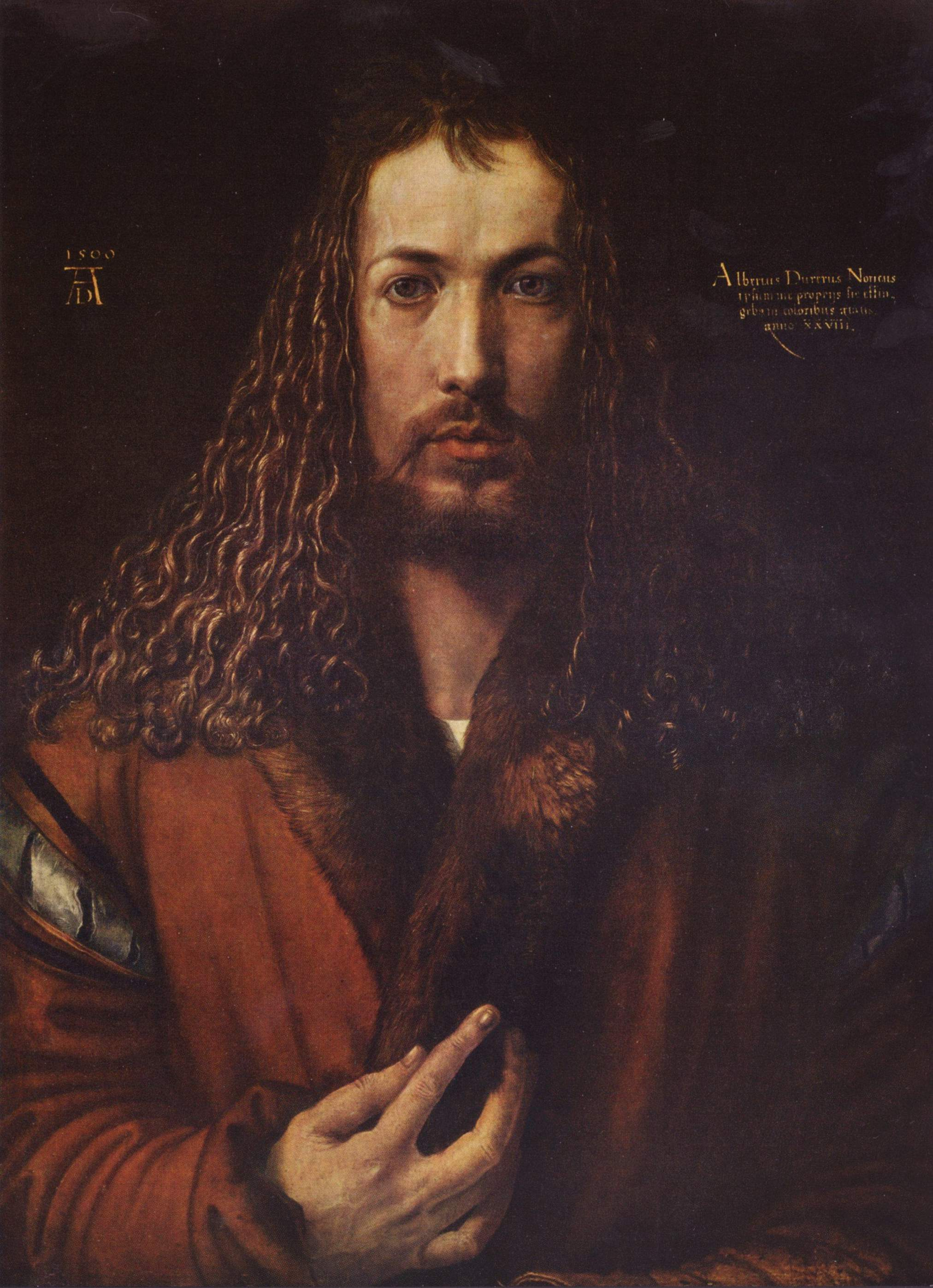
Автопортрет, Стара пінакотека, 1500